# 法國國家足球隊
法國國家足球隊（法语：Équipe de France de football），通常简称为“法国队”，為第一支連續取得世界杯冠军及欧洲國家杯的球隊，綽號為「Les Bleus」 ，法国队史上的、等均是世界足球史上的巨星之一，現今在法國隊較有名的球星是姆巴佩。
由法國足球總會負責管理，法國早在1930年第一屆世界杯就出戰決賽週，在1998年和2018年取得世界杯冠軍，並在多項國際大賽有出色成績，其中1984年和2000年歐洲國家盃法國勇奪冠軍，而法国、西班牙、西德三支队伍更是仅有的接連贏得世界杯和歐洲國家盃冠軍的國家隊。因联合会杯不再举办，法国队是全世界第一支取得所有男子國家隊冠軍錦標的國家隊（世界盃、聯合會盃、歐洲盃、U20世界盃、U17世界盃、奧運金牌，另外在歐洲也囊括U21歐洲盃、U19歐洲盃、U17歐洲盃等冠軍的球隊，2021年亦首次奪得歐洲國家聯賽冠軍）。近年除了在2014年世界盃取得第7名，法國青年隊更曾贏得2010年歐洲U-19足球錦標賽、2013年U20世界盃的冠軍錦標，展現出未來不可低估的潛力。最近法國U17青年隊在2015年歐洲U17足球錦標賽決賽擊敗德國，獲得隊史第2座U17冠軍。
2018年俄羅斯世界盃法國隊為團隊身價最高的國家隊，該年的法國被認為眾星雲集，即使少了被國家隊禁賽的本澤馬，還有像格里茲曼、姆巴佩、博格巴、坎特、瓦拉內、洛里斯等球星坐陣，法國隊於2018年7月15日在2018年世界杯決賽以4-2擊敗，第二次取得世界杯冠軍。
2022年卡達世界盃，法國隊即使受到傷兵困擾，本澤馬、博格巴、坎特、金彭貝、盧卡斯·埃爾南德斯因傷相繼退出大名單，但法國依舊靠著球員們的穩定發揮以小組第一晉級淘汰賽，一路淘汰波蘭、英格蘭、摩洛哥，而決賽以3-3進入PK大戰後以4-2不敵阿根廷，衛冕失敗。

## 歷史

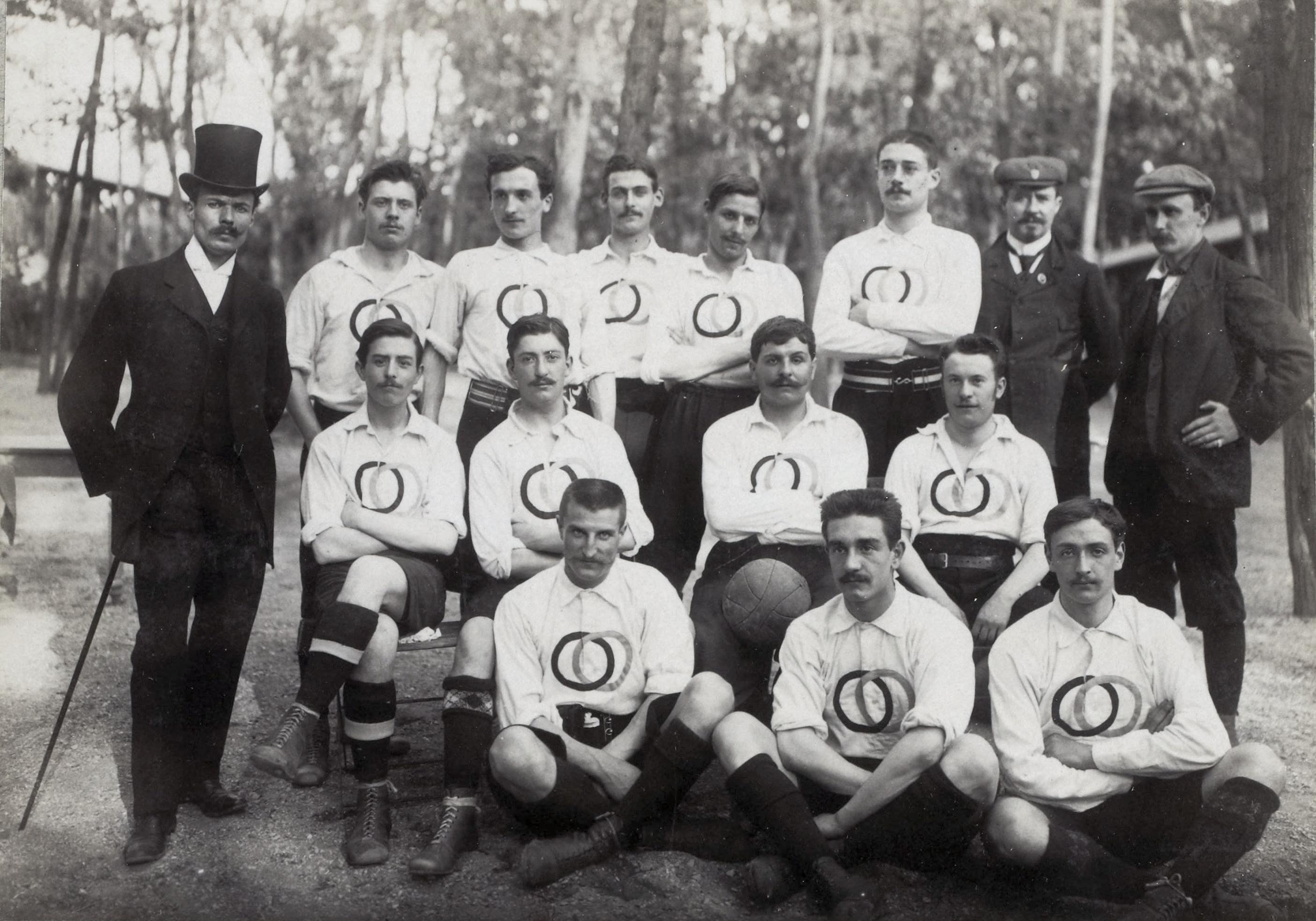
1900年巴黎奧運，法國隊獲得銀牌之成績。

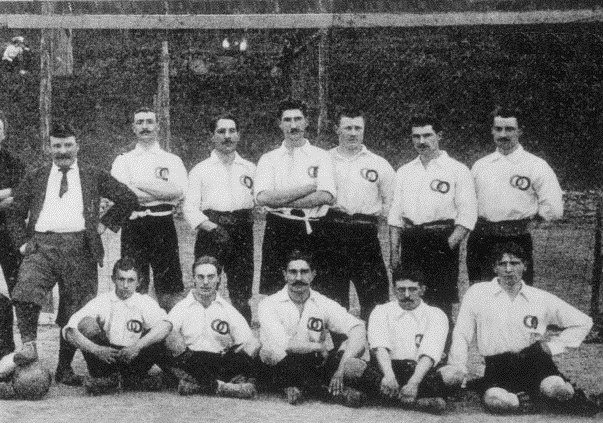
1904年參加國際賽的法國隊，對上比利時身穿帶有戒指標誌的白襯衫。

1958年世界盃，法國國家足球隊在、羅傑·皮安東尼和雷蒙高帕帶領下取得第三名，其中射手方亭在賽事中射入13球，成為至目前為止在單屆世界盃中入球最多的球員。八十年代，以传奇巨星等為首的法國隊帶領球隊於1982年世界盃和1986年世界杯打進四強，並在1984年取得歐洲國家盃冠军，这是法國國家隊首次奪得大型國際賽事的錦標。當時以柏天尼、泰簡拿、居里斯和費南迪斯四人組成黃金中場，其中1986年世界杯八強對巴西一戰乃世界杯史上最精彩的戲碼之一，雙方以純技術較量，結果連加時在內的120分鐘打成1-1平手，法國仅以互射十二碼晉級。法國隊雖連續兩屆打入世界杯四強，但兩次皆敗在西德腳下無緣爭逐錦標。
失意於1986年世界盃後，柏天尼等名將也相繼引退，法國隊在八十年代末至九十年代初陷入低潮，連續在1990年及1994年兩屆世界杯外圍賽被淘汰，無緣進入決賽周。但九十年代末，视为夺冠大热的东道主法国队由為首的法國隊重振聲威，首先在1998年世界盃先在小组赛击败丹麦，南非，沙特阿拉伯，淘汰赛击败南美巴拉圭，罗伯特·巴乔带领的意大利队闯入四强，遇上了击败德国队的大黑马克罗埃西亚队，克罗地亚也在传奇球星达沃·苏克的进球，然后利利安·图拉姆见到法国队一球落后进行了大逆转，首次以东道主的身份闯进决赛,決賽擊敗巴西奪得法國足球史上首個世界盃，2年後再贏得歐洲國家盃，成為首支接連贏得世界盃和歐洲國家盃冠軍的國家隊。
踏入廿一世紀，法國隊的表現卻相當反覆，先在2002年世界盃表現失準，3場分組賽沒有取得勝仗加上沒有入球小組末席出局，至2004年歐洲國家盃於八強被希臘淘汰出局，但法國卻能在2001年、2003年奪得洲際國家盃兩座冠軍。在2006年世界杯，法國更在被看淡的情況下，先在十六強賽淘汰西班牙，再在八強中以1-0戰勝衛冕冠軍巴西，之後在準決賽打敗葡萄牙晉身決賽，最終在決賽中以互射十二碼被意大利擊敗，得到亞軍。
法國隊奪得世界杯亞軍後，成績隨著施丹的退役開始滑落。2008年歐洲國家盃首圈分組賽慘敗於荷蘭及意大利腳下，以一和兩負的劣績小組末席出局；在2010年世界盃，法國在外圍賽中屈居小組次名，要透過附加賽與愛爾蘭爭逐晉級決賽周資格，最後法國憑前鋒亨利一記有手球之嫌的傳送而造成的入球打敗愛爾蘭晉身決賽周，因而受到廣泛非議，連不少法國人也認為國家隊不值得晉級決賽周。而法國在決賽周表現差劣，在A組賽事中，首場僅與烏拉圭打和，次仗敗給墨西哥0-2，最後一輪賽事中再以1-2敗於東道主南非，最後以1和2負的成績之下，於第一圈出局。總教練在人選上亦備受質疑，包括重用完全沒有狀態的高禾和被譽為「新施丹」的哥古夫，安歷卡亦因為不滿杜明尼治的調兵遣將而被法國足總除名，安歷卡其後亦憤而宣布退出國家隊。而施丹亦表明不看好該屆的法國隊。世界盃期間因為球隊差勁的表現再加上強硬的手段和安歷卡被無理除名，在第二輪爆冷敗給墨西哥後引發不少球員對和法國足總的不滿，並發生了名震該屆世界盃的「法國兵變罷操」事件。倍受爭議的總教練在此後離職，由1998年世界盃冠軍國腳布蘭克接任。
布蘭克上任後，以「1987四大新星」（本澤馬、本阿爾法、納斯里、梅內茲）為核心建隊，一度取得包含2012年歐洲國家盃前兩場比賽在內連續23場不敗的傲人紀錄。然而布蘭克欠缺控制更衣室能力的缺點在敗於瑞典之後發酵，軍心不穩的法國隊雖仍取得小組次名出線，但在八強賽以0-2敗給後來的冠軍西班牙而出局。加上布蘭克試圖限制黑人球員的青訓名額數量引起爭議；最終布蘭科請辭並將帥位交棒給國家隊傳奇隊長德尚，此時球隊的體質相較多梅內克時期已大幅改善。而白蘭斯當年提攜的「1987四大新星」只有賓施馬跑出。
德尚同樣致力於提拔年輕球員，拉斐尔·瓦拉内、保羅·普巴、等人都在德尚手下獲得重用。
法國進軍2014年世界盃之路亦充滿著高低起伏，首先外圍賽不幸與衛冕世界盃、歐洲盃雙料冠軍的西班牙同組，最後只能取得小組次名，連續兩屆需要透過附加賽爭取出線決賽周資格，而此次附加賽的對手為烏克蘭。首回合烏克蘭主場2-0戰勝法國。由於在歐洲外圍附加賽史上從未有球隊在首回合輸0-2的情況下反勝，因此不少人均看淡法國順利進軍2014年世界盃。但在次回合法國在主場意外地以3-0，總比分3-2反勝烏克蘭晉級。法國不但成功進軍2014年世界盃，而且還成爲史上首支附加賽首回合落後0-2次回合反超的球隊。法國今次成功進軍2014年世界盃的過程比進軍2010年世界盃有説服力。
相較於外圍賽中的顛簸，法國在2014年世界盃決賽周中可謂一馬平川，擺脫了上屆的頽勢。首先法國雖然並非列為頭號種子（更是13支晉級世界盃的歐洲球隊中世界排名最低），小組抽籤時卻幸運地避開不少強隊，只與實力較次一級的瑞士、洪都拉斯及厄瓜多爾同組。球隊原本的戰術核心，2013年欧洲最佳球员里貝里因傷退賽，但仍在小組賽取得了兩勝一和的成績；其中更連續以三球之差分別大勝洪都拉斯（3-0）及瑞士（5-2），取得自2002年世界盃以來最佳的小組賽成績出線十六強。之後法國以2-0淘汰尼日利亞，直至八強賽以0-1不敵後來奪得冠軍的德國出局。但整體而言，這仍是一次成功的世界盃之旅；不但大幅重振了國家隊在法國人心中的聲望，也有效提升了各項國際排名，讓德尚的執教底氣更為充足。除此之外，部分年輕球員如基沙文和普巴等成為了往後法國國家隊的核心球員。
2016年歐洲國家盃，法國為主辦國。在德尚帶領下的法國隊實力比兩年前的世界杯有所提升，首次入選的韋斯咸球員皮耶，及馬德里體育會球員更有出色表現。法國在分組賽先後擊敗羅馬尼亞及阿爾巴尼亞，之後賽和瑞士，以小組首名晉級16強淘汰賽，之後以2-1反勝愛爾蘭，及以5-2大勝早前爆冷淘汰英格蘭的冰島，晉身四強。四強的對手是奪標大熱德國，法國在憑兩個入球以2-0擊敗對手，打破58年國際決賽圈上法國對戰德國不勝的紀錄。
法國打入決賽，對手是葡萄牙。此次比賽前法國隊在過去40年與葡萄牙對戰10次，法國隊保持全勝，且葡萄牙從小組賽到四強前，在正規時間90分鐘內都無法贏下比賽，再加上法國隊往年在主場的奪冠機率極高，因此賽前大家看好法國能夠繼2000年再次奪冠。此次決賽在法國當地時間2016年7月10日晚間於法蘭西體育場舉行，開賽進行沒多久，葡萄牙主力克里斯蒂亚诺·罗纳尔多因為法國隊的一次搶斷受傷下場，在對手主力提早離場後法國更佔盡優勢，但多次攻門皆被對手防守球員及門將鲁伊·帕特里西奥瓦解，完場前法國後備前鋒近射中柱彈出，令法國不能在法定時間獲勝，在法定時間打成0-0進入加時，最後在加時下半場第109分，葡萄牙替補前鋒埃德爾在禁區外勁射，踢進一球奠定勝局，最後以1-0擊敗法國，並首次奪得歐洲國家盃冠軍，法國最終屈居亞軍。
2018年世界杯外圍賽，法國與江河日下的上屆世界杯季軍荷蘭、瑞典及保加利亞等球隊同組，結果以7勝2和1負的成績取得小組首名直接出線決賽周資格。在2018年世界杯決賽周分組賽，法國與丹麥、秘魯及澳洲同組，法國以2勝1和的成績，以小組第一晉級16強。16強中，法國面對分組賽表現失準而只能取得次名出線的阿根廷，先開紀錄的法國於下半場初段一度被阿根廷以2-1反先，但最後法國在下半場連入3球，最終以4-3反勝晉級八強。八強賽法國面對之前四場比賽只失一球的烏拉圭，結果法國以2-0獲勝晉身四強。法國四強對手是今屆入球最多，兼在八強淘汰巴西的比利時，結果法國成功阻止攻力強大的比利時取得入球，更憑一個角球攻勢造成的入球以1-0擊敗對手，晉級決賽。法國於決賽面對首次晉身世界杯決賽的克羅地亞，結果以4-2擊敗對手，自1998年奪冠後，再一次在世界盃捧杯。教練德尚也成為世界第3位以球員及教練身份奪冠的人。同時也彌補了兩年前在自家門口舉辦的歐國盃決賽落敗的遺憾。
夾著上屆亞軍及世界盃冠軍銜頭的法國隊，在2020年歐洲國家盃外圍賽以小組首名出線決賽周。因2019冠狀病毒病疫情，本屆決賽周延遲一年至2021年才舉行，法國被編入「死亡之組」，與上屆歐洲國家盃盟主葡萄牙及2014年世界盃冠軍德國兩強同組。法國首場分組賽以1-0擊敗德國，出線形勢大好，但次仗僅以1-1迫和視為同組最弱的匈牙利，最後一場分組賽2-2賽和葡萄牙，仍以小組首名晉級淘汰賽。十六強賽面對只憑最佳小組第三名晉級瑞士，本以為法國隊能輕易過關，豈料法國隊一度領先對手3-1的情況下，比賽最後十分鐘連失兩球被瑞士迫和3-3，雙方在加時戰再無增添紀錄，在互射十二碼中，因法國隊射手基利安·麥巴比射失，法國以4-5敗給瑞士黯然出局。
2022年世界杯外圍賽，法國以八戰五勝三和的成績，壓倒烏克蘭和芬蘭等球隊，取得小組首名晉級決賽周。
在2022年世界杯決賽周分組賽，法國被編入D組，與丹麥、突尼西亞及澳洲同組，與上屆的C組幾乎一樣。分組賽首兩輪法國接連擊敗澳洲及丹麥，令法國不但一洗20年來世界盃衛冕球隊無法走出分組賽的宿命，而且更成為該屆首支確定出線至淘汰賽階段的球隊。已確定出線的法國第三場分組賽派大量副選球員上陣，結果以0-1不敵突尼西亞，但仍無礙法國以小組首名出線。法國在十六強賽以3-1輕取波蘭，晉級半準決賽，對戰英格蘭。法國在上半場防中曹亞文尼遠射攻入一球領先，英格蘭憑哈利·卡尼於在下半場初段射入的十二碼罰球追平，但其後法國的奧利華·基奧特攻入一球再度領先。在比賽第84分鐘英格蘭再得一記十二碼罰球，但之前射入十二碼罰球的哈利·卡尼卻射失，最終英格蘭無法平反敗局，法國以2-1擊敗英格蘭晉級準決賽。法國在準決賽的對手是之前淘汰比利時、西班牙和葡萄牙，成為首支晉身世界盃準決賽的非洲球隊摩洛哥，法國憑迪奧·靴南迪斯和梅利安的入球以2-0擊敗摩洛哥，連續兩屆晉身世界盃決賽，對戰阿根廷。
2022年世界杯決賽，阿根廷在上半場佔盡優勢，先奉上美斯精準的十二碼罰球，之後再由迪馬利亞助攻破門，令法國半場已落後兩球。法國直到了下半場後段，麥巴比射入十二碼罰球加上一分鐘後的遠射破門連入兩球扳平，將比賽拖入加時賽。加時下半場美斯先在門前補射攻入一球，但加時賽完結前麥巴比再次射入十二碼罰球，令麥巴比成為第二個在世界杯決賽上演帽子戲法的球員，雙方打成3-3平手，結果要互射十二碼決勝。最終法國在互射十二碼階段2比4輸給阿根廷，屈居亞軍，衛冕失敗。
2024年歐洲國家盃外圍賽，法國以八戰七勝一和不敗成績，再次以小組首名出線決賽周。晉身決賽周的法國，小組賽首仗僅憑對手一記烏龍球以1-0擊敗奧地利，次仗以0-0悶和荷蘭，最後一場分組賽亦只能憑一記十二碼罰球帶來的入球，以1-1賽和已篤定出局的波蘭，得一勝兩和的成績，只能以小組次名出線十六強賽。十六強賽法國面對比利時，再次靠對手一記烏龍球以1-0獲勝晉級半準決賽。半準決賽法國以0-0悶和葡萄牙，在互射十二碼晉級四強。雖然法國成功晉身歐洲國家盃四強，但五場比賽只攻入三球，而且所有入球都全靠十二碼罰球及對手的烏球球，被指踢法保守而且攻力簿弱，晉級四強有幸運成份。法國最後在準決賽以1-2不敵西班牙出局。

## 賽事成績

### 世界盃
| 年份   | 最終成績 | 總排名 | 場數 | 勝 | 和* | 負 | 入球 | 失球 |
| ------ | -------- | ------ | ---- | -- | --- | -- | ---- | ---- |
| 1930年 | 小組賽   | 7      | 3    | 1  | 0   | 2  | 4    | 3    |
| 1934年 | 十六強賽 | 9      | 0    | 1  | 0   | 1  | 2    | 3    |
| 1938年 | 八強     | 6      | 2    | 1  | 0   | 1  | 4    | 4    |
| 1950年 | 未能晉級 | -      | -    | -  | -   | -  | -    | -    |
| 1954年 | 小組賽   | 11     | 2    | 1  | 0   | 1  | 3    | 3    |
| 1958年 | 季軍     | 3      | 6    | 4  | 0   | 2  | 23   | 15   |
| 1962年 | 未能晉級 | -      | -    | -  | -   | -  | -    | -    |
| 1966年 | 小組賽   | 13     | 3    | 0  | 1   | 2  | 2    | 5    |
| 1970年 | 未能晉級 | -      | -    | -  | -   | -  | -    | -    |
| 1974年 | 未能晉級 | -      | -    | -  | -   | -  | -    | -    |
| 1978年 | 小組賽   | 12     | 3    | 1  | 0   | 2  | 5    | 5    |
| 1982年 | 殿軍     | 4      | 7    | 3  | 2   | 2  | 16   | 12   |
| 1986年 | 季軍     | 3      | 7    | 4  | 2   | 1  | 12   | 6    |
| 1990年 | 未能晉級 | -      | -    | -  | -   | -  | -    | -    |
| 1994年 | 未能晉級 | -      | -    | -  | -   | -  | -    | -    |
| 1998年 | 冠軍     | 1      | 7    | 6  | 1   | 0  | 15   | 2    |
| 2002年 | 小組賽   | 28     | 3    | 0  | 1   | 2  | 0    | 3    |
| 2006年 | 亞軍     | 2      | 7    | 4  | 3   | 0  | 9    | 3    |
| 2010年 | 小組賽   | 29     | 3    | 0  | 1   | 2  | 1    | 4    |
| 2014年 | 八強     | 7      | 5    | 3  | 1   | 1  | 10   | 3    |
| 2018年 | 冠軍     | 1      | 7    | 6  | 1   | 0  | 14   | 6    |
| 2022年 | 亞軍     | 2      | 7    | 5  | 1   | 1  | 16   | 8    |
| 2026年 | 未定     |        |      |    |     |    |      |      |
| 總結   | 2次奪冠  | 16/22  | 66   | 34 | 13  | 19 | 120  | 77   |

### 洲際國家盃
| 年份   | 最終成績 | 場數 | 勝 | 和* | 負 | 入球 | 失球 |
| ------ | -------- | ---- | -- | --- | -- | ---- | ---- |
| 1992年 | 未能晉級 | -    | -  | -   | -  | -    | -    |
| 1995年 | 未能晉級 | -    | -  | -   | -  | -    | -    |
| 1997年 | 未能晉級 | -    | -  | -   | -  | -    | -    |
| 1999年 | 退出     | -    | -  | -   | -  | -    | -    |
| 2001年 | 冠軍     | 5    | 4  | 0   | 1  | 12   | 2    |
| 2003年 | 冠軍     | 5    | 5  | 0   | 0  | 12   | 3    |
| 2005年 | 未能晉級 | -    | -  | -   | -  | -    | -    |
| 2009年 | 未能晉級 | -    | -  | -   | -  | -    | -    |
| 2013年 | 未能晉級 | -    | -  | -   | -  | -    | -    |
| 2017年 | 未能晉級 | -    | -  | -   | -  | -    | -    |
| 總結   | 2/10     | 10   | 9  | 0   | 1  | 24   | 5    |

### 歐洲國家盃
| 年份   | 最終成績 | 總排名 | 場數 | 勝 | 和* | 負 | 入球 | 失球 |
| ------ | -------- | ------ | ---- | -- | --- | -- | ---- | ---- |
| 1960年 | 第四名   | 4      | 2    | 0  | 0   | 2  | 4    | 7    |
| 1964年 | 未能晉級 | -      | -    | -  | -   | -  | -    | -    |
| 1968年 | 未能晉級 | -      | -    | -  | -   | -  | -    | -    |
| 1972年 | 未能晉級 | -      | -    | -  | -   | -  | -    | -    |
| 1976年 | 未能晉級 | -      | -    | -  | -   | -  | -    | -    |
| 1980年 | 未能晉級 | -      | -    | -  | -   | -  | -    | -    |
| 1984年 | 冠軍     | 1      | 5    | 5  | 0   | 0  | 14   | 4    |
| 1988年 | 未能晉級 | -      | -    | -  | -   | -  | -    | -    |
| 1992年 | 第一圈   | 6      | 3    | 0  | 2   | 1  | 2    | 3    |
| 1996年 | 準決賽   | 4      | 5    | 2  | 3   | 0  | 5    | 2    |
| 2000年 | 冠軍     | 1      | 6    | 5  | 0   | 1  | 13   | 7    |
| 2004年 | 八強     | 6      | 4    | 2  | 1   | 1  | 7    | 5    |
| 2008年 | 第一圈   | 15     | 3    | 0  | 1   | 2  | 1    | 6    |
| 2012年 | 八強     | 8      | 4    | 1  | 1   | 2  | 3    | 5    |
| 2016年 | 亞軍     | 2      | 7    | 5  | 1   | 1  | 13   | 5    |
| 2020年 | 十六強   | 11     | 4    | 1  | 2   | 1  | 7    | 6    |
| 2024年 | 準決賽   | 4      | 6    | 2  | 3   | 1  | 4    | 3    |
| 總結   | 2次冠軍  | 11/17  | 49   | 23 | 15  | 11 | 73   | 53   |

### 歐洲國家聯賽
| 年份    | 最終成績       | 場數 | 勝 | 和* | 負 | 入球 | 失球 | 備考  |
| ------- | -------------- | ---- | -- | --- | -- | ---- | ---- | ----- |
| 2018–19 | 未能晉身決賽週 | 4    | 2  | 1   | 1  | 4    | 4    | 聯賽A |
| 2020–21 | 冠軍           | 8    | 7  | 1   | 0  | 17   | 8    | 聯賽A |
| 2022–23 | 未能晉身決賽週 | 6    | 1  | 2   | 3  | 5    | 7    | 聯賽A |
| 总结    | 1/3            | 18   | 10 | 4   | 4  | 26   | 19   | --    |

（*）包括淘汰赛阶段要以延长赛或十二码决胜之和局（90分钟）。

## 近賽成績

### 2024年至2025年歐洲國家聯賽
| 排名 | 隊伍       | 賽 | 勝 | 和 | 負 | 得 | 失 | 差 | 分 | 獲得資格或降班 |
| ---- | ---------- | -- | -- | -- | -- | -- | -- | -- | -- | -------------- |
| 1    | 法國       | 6  | 4  | 1  | 1  | 12 | 6  | +6 | 13 | 晉級半準決賽   |
| 2    | 義大利     | 6  | 4  | 1  | 1  | 13 | 8  | +5 | 13 | 晉級半準決賽   |
| 3    | 比利时 (O) | 6  | 1  | 1  | 4  | 6  | 9  | −3 | 4  | 晉身降班附加賽 |
| 4    | 以色列 (R) | 6  | 1  | 1  | 4  | 5  | 13 | −8 | 4  | 降班到聯賽B    |

1. 1 2  對賽成績相同。總得失球差：法國 +6，意大利 +5。
2. 1 2  對賽得分相同。對賽得失球差：比利時 +1，以色列 −1。

## 球員名單

### 入選球員名單
以下25名球員被徵召參加2025年6月5日及8日的兩場2024–25年歐洲國家聯賽淘汰賽。
- 者為傷患球員
- 球員名單、出場次數、入球數更新至最近賽事（2025年6月8日）。

| 號碼  | 位置  | 球員姓名                    | 出生日期       | 出場  | 進球  | 效力球隊     |       |
| 門 將 | 門 將 | 門 將                       | 門 將          | 門 將 | 門 將 | 門 將        | 門 將 |
| ----- | ----- | --------------------------- | -------------- | ----- | ----- | ------------ | ----- |
| 1     |       | 桑巴（Brice Samba）         | 1994年4月26日  | 3     | 0     | 朗斯         |       |
| 16    |       | （Mike Maignan）            | 1995年7月3日   | 32    | 0     | AC米蘭       |       |
| 23    |       | 舍瓦利耶（Lucas Chevalier） | 2001年11月6日  | 0     | 0     | 里爾         |       |
| 後 衞 |       |                             |                |       |       |              |       |
| 2     | 后卫  | （Benjamin Pavard）         | 1996年3月28日  | 55    | 5     | 國際米蘭     |       |
| 3     | 后卫  | 迪尼（Lucas Digne）         | 1993年7月20日  | 52    | 0     | 英格兰       |       |
| 4     | 后卫  | 巴德（Loïc Badé）           | 2000年4月11日  | 1     | 0     | 西班牙       |       |
| 5     | 后卫  | 朗格萊（Clément Lenglet）   | 1995年6月17日  | 16    | 1     | 馬德里競技   |       |
| 15    | 后卫  | （Ibrahima Konaté）         | 1999年5月25日  | 23    | 0     | 利物浦       |       |
| 17    | 后卫  | 古斯托（Malo Gusto）        | 2003年5月19日  | 3     | 0     | 切爾西       |       |
| 19    | 后卫  | 卡盧盧（Pierre Kalulu）     | 2000年6月5日   | 1     | 0     | 尤文圖斯     |       |
| 21    | 后卫  | 盧卡斯·（Lucas Hernandez）  | 1996年2月14日  | 39    | 0     | 巴黎聖日耳曼 |       |
| 22    | 后卫  | （Théo Hernandez）          | 1997年10月6日  | 38    | 2     | AC米兰       |       |
| 中 場 |       |                             |                |       |       |              |       |
| 6     | 中場  | （Matteo Guendouzi）        | 1999年4月14日  | 14    | 2     | 拉素         |       |
| 8     | 中場  | （Aurélien Tchouaméni）     | 2000年1月27日  | 41    | 3     | 皇家馬德里   |       |
| 13    | 中場  | 科內（Manu Koné）           | 2001年5月17日  | 8     | 0     | 羅馬         |       |
| 14    | 中場  | （Adrien Rabiot）           | 1995年4月3日   | 53    | 6     | 馬賽         |       |
| 18    | 中場  | （Warren Zaïre-Emery）      | 2006年3月8日   | 7     | 1     | 巴黎聖日耳曼 |       |
| 前 鋒 |       |                             |                |       |       |              |       |
| 7     | 前鋒  | （Ousmane Dembélé）         | 1997年5月15日  | 56    | 7     | 巴黎聖日耳曼 |       |
| 9     | 前鋒  | （Marcus Thuram）           | 1997年8月6日   | 30    | 2     | 國際米兰     |       |
| 10    | 前鋒  | （Kylian Mbappé）           | 1998年12月20日 | 90    | 50    | 皇家馬德里   |       |
| 11    | 前鋒  | （Michael Olise）           | 2001年12月12日 | 8     | 2     | 拜仁慕尼黑   |       |
| 12    | 前鋒  | （Randal Kolo Muani）       | 1998年12月5日  | 31    | 9     | 義大利       |       |
| 20    | 前鋒  | （Bradley Barcola）         | 2002年9月2日   | 14    | 2     | 巴黎聖日耳曼 |       |
| 24    | 中場  | 杜埃（Désiré Doué）         | 2005年6月3日   | 3     | 0     | 巴黎聖日耳曼 |       |
| 25    | 前鋒  | 謝爾基（Rayan Cherki）      | 2003年8月17日  | 2     | 1     | 里昂         |       |

### 最近入選
以下为最近12个月被征召球员。（PRE=待命；RET=退役；SUS=停賽）
| 位置  | 球員姓名               | 出生日期（年齡） | 出場 | 進球 | 效力球會   | 最後徵召                     |
| 門 將 |                        |                  |      |      |            |                              |
|       | （Alphonse Areola）    | 1993年2月27日    | 5    | 0    | 西汉姆联   | v. 比利时（2024年10月14日）  |
| 後 衞 |                        |                  |      |      |            |                              |
| 后卫  | （Dayot Upamecano）    | 1998年10月27日   | 30   | 2    | 拜仁慕尼黑 | v. （2025年3月23日）         |
| 后卫  | （Jules Koundé）       | 1998年11月12日   | 42   | 0    | 西班牙     | v. （2025年3月23日）         |
| 后卫  | （William Saliba）     | 2001年3月24日    | 28   | 0    | 阿仙奴     | v. （2025年3月23日）         |
| 后卫  | （Jonathan Clauss）    | 1992年9月25日    | 14   | 2    | 尼斯       | v. （2025年3月23日）         |
| 后卫  | （Wesley Fofana）      | 2000年12月17日   | 1    | 0    | 車路士     | v. 以色列（2024年11月14日）  |
| 后卫  | （Ferland Mendy）      | 1995年6月8日     | 10   | 0    | 皇家馬德里 | v. 義大利（2024年9月6日）    |
| 中 場 |                        |                  |      |      |            |                              |
| 中場  | （Eduardo Camavinga）  | 2002年11月10日   | 26   | 2    | 皇家馬德里 | v. （2025年3月23日）         |
| 中場  | （N'Golo Kanté）       | 1991年3月29日    | 64   | 2    | 沙特阿拉伯 | v. 義大利（2024年11月17日）  |
| 中場  | （Youssouf Fofana）    | 1999年1月10日    | 25   | 3    | AC米蘭     | v. 比利时（2024年10月14日）  |
| 前 鋒 |                        |                  |      |      |            |                              |
| 前鋒  | （Kingsley Coman）     | 1996年6月13日    | 58   | 8    | 拜仁慕尼黑 | v. 義大利（2024年11月17日）  |
| 前鋒  | （Christopher Nkunku） | 1997年11月14日   | 14   | 1    | 切爾西     | v. 義大利（2024年11月17日）  |
| 前鋒  | （Antoine Griezmann）  | 1991年3月21日    | 137  | 44   | 西班牙     | v. 比利时（2024年9月9日）RET |
| 前鋒  | （Olivier Giroud）     | 1986年9月30日    | 137  | 57   | 美国       | 2024年歐洲足球錦標賽RET      |

## 著名球員
- （Just Fontaine）
- 羅傑·皮安東尼（Roger Piantoni）
- 雷蒙高帕（Raymond Kopa）
- （Jean Vincent）
- （Marius Tresor）
- （Michel Platini）
- （Jean Tigana）
- （Alain Giresse）
- （Dominique Rocheteau）
- （Luis Fernandez）
- （Manuel Amoros）
- （Jean-Pierre Papin）
- （David Ginola）
- （Zinedine Zidane）
- （Youri Djokareff）
- （Laurant Blanc）
- （Fabien Barthez）
- （Didier Deschamps）
- （Marcel Desailly）
- （Ludovic Giuly）
- （Lilian Thuram）
- （Claude Makélélé）
- （Willy Sagnol）
- （Bixente Lizarazu）
- 亨利（Thierry Henry）
- （Patrick Vieira）
- （Robert Pires）
- （Willian Gallas）
- （David Trézéguet）
- （Florent Malouda）
- （Eric Abidal）
- （Sylvain Wiltord）
- （Franck Ribery）
- （Karim Benzema）
- （Patrice Evra）
- （Olivier Giroud）
- （Bacary Sagna）
- （Laurent Koscielny）
- （Mathieu Debuchy）
- （Antoine Griezmann）
- 洛里斯（Hugo Lloris）
- （N'Golo Kanté）
- （Kylian Mbappé）

## 球隊紀錄
最後更新：2025年6月8日

### 球員代表次數
前十名代表國家隊次數最多的球員（粗體為現役球員）：
| #  | 位置 | 姓名                         | 代表時期  | 代表次數 | 入球數 |
| -- | ---- | ---------------------------- | --------- | -------- | ------ |
| 1  | 門將 | （Hugo Lloris）              | 2008–2022 | 145      | 0      |
| 2  | 後衛 | （Lilian Thuram）            | 1994–2008 | 142      | 2      |
| 3  | 前鋒 | （Olivier Giroud）           | 2011–2024 | 137      | 57     |
| 4  | 中場 | （Antoine Griezmann）        | 2014–2024 | 137      | 44     |
| 5  | 前鋒 | （Thierry Henry）            | 1997–2010 | 123      | 51     |
| 6  | 後衛 | （Marcel Dessailly）         | 1993–2004 | 116      | 3      |
| 7  | 中場 | （Zinedine Zidane）          | 1994–2006 | 108      | 31     |
| 8  | 中場 | （Patrick Vieira）           | 1997–2009 | 107      | 6      |
| 9  | 中場 | 德尚（Didier Deschamps）     | 1989–2000 | 103      | 4      |
| 10 | 前鋒 | （Karim Benzema）            | 2007–2022 | 97       | 37     |
| 10 | 後衛 | （Laurent Blanc）            | 1989–2000 | 97       | 16     |
| 10 | 後衛 | 利扎拉祖（Bixente Lizarazu） | 1992–2004 | 97       | 2      |

### 神射手
前十名國家隊入球最多的球員（粗體為現役球員）：
| # | 球員                     | 代表時期  | 入球數 | 代表次數 | 場均進球 |
| - | ------------------------ | --------- | ------ | -------- | -------- |
| 1 | （Olivier Giroud）       | 2011–2024 | 57     | 137      | 0.42     |
| 2 | （Thierry Henry）        | 1997–2010 | 51     | 123      | 0.41     |
| 3 | 基利安·（Kylian Mbappé） | 2017–     | 50     | 90       | 0.56     |
| 4 | （Antoine Griezmann）    | 2014–2024 | 45     | 137      | 0.33     |
| 5 | （Michel Platini）       | 1976–1987 | 41     | 72       | 0.57     |
| 6 | （Karim Benzema）        | 2007–2022 | 37     | 97       | 0.38     |
| 7 | （David Trézéguet）      | 1998–2008 | 34     | 71       | 0.48     |
| 8 | （Zinedine Zidane）      | 1994–2006 | 31     | 108      | 0.29     |
| 9 | （Just Fontaine）        | 1953–1960 | 30     | 21       | 1.43     |
| 9 | （Jean-Pierre Papin）    | 1986–1995 | 30     | 54       | 0.56     |

## 歷任教練（1964年後）
- 姓名以*註記為代理教練

| 姓名                                                     | 執教年份  | 比賽 | 勝 | 平 | 負 | 勝率  | 榮譽                                                   |
| -------------------------------------------------------- | --------- | ---- | -- | -- | -- | ----- | ------------------------------------------------------ |
| 亨利·介倫（Henri Guérin）                                | 1964–1966 | 15   | 5  | 4  | 6  | 33.3% |                                                        |
| 荷塞·阿里瓦斯（José Arribas）* 讓·斯內拉（Jean Snella）* | 1966      | 4    | 2  | 0  | 2  | 50.0% |                                                        |
| （Just Fontaine）*                                       | 1967      | 2    | 0  | 0  | 2  | 0.0%  |                                                        |
| 杜高古埃茲（Louis Dugauguez）                            | 1967–1968 | 9    | 2  | 3  | 4  | 22.2% |                                                        |
| 博羅尼（Georges Boulogne）                               | 1969–1973 | 31   | 15 | 5  | 11 | 48.4% |                                                        |
| （Ştefan Kovács）                                        | 1973–1975 | 15   | 6  | 4  | 5  | 40.0% |                                                        |
| （Michel Hidalgo）                                       | 1976–1984 | 75   | 41 | 16 | 18 | 54.7% | 1984年歐洲國家盃冠軍                                   |
| 米歇爾（Henri Michel）                                   | 1984–1988 | 36   | 16 | 12 | 8  | 44.4% |                                                        |
| 普拉蒂尼（Michel Platini）                               | 1988–1992 | 29   | 16 | 8  | 5  | 55.2% |                                                        |
| （Gérard Houllier）                                      | 1992–1993 | 12   | 7  | 1  | 4  | 58.3% |                                                        |
| （Aimé Jacquet）                                         | 1993–1998 | 53   | 34 | 16 | 3  | 64.2% | 1998年世界盃冠軍                                       |
| （Roger Lemerre）                                        | 1998–2002 | 53   | 34 | 11 | 8  | 64.2% | 2000年歐洲國家盃冠軍 2001年洲際國家盃冠軍              |
| （Jacquet Santini）                                      | 2002–2004 | 28   | 22 | 4  | 2  | 78.6% | 2003年洲際國家盃冠軍                                   |
| （Raymond Domenech）                                     | 2004–2010 | 79   | 41 | 24 | 14 | 51.9% | 2006年世界盃亞軍                                       |
| （Laurent Blanc）                                        | 2010–2012 | 27   | 16 | 7  | 4  | 59.3% |                                                        |
| 德尚（Didier Deschamps）                                 | 2012–     | 151  | 98 | 29 | 24 | 64.9% | 2016年歐洲國家盃亞軍 2018年世界盃冠軍 2022年世界盃亞軍 |

## 球衣
2011年，法國國家隊的球衣贊助商由Adidas轉為Nike。

### 历届球衣
主場
| 1958 | 1962 · 0 | 1966 | 1972 · 0 | 1978 | 1982世界盃 | 1984歐洲盃 | 1986世界盃 |

| 1990 · 0 | 1992歐洲盃 | 1994 · 0 | 1996年歐洲盃 | 1998世界盃 | 2000歐洲盃 | 2002世界盃 | 2004歐洲盃 |

| 2006世界盃 | 2008歐洲盃 | 2009 · 0 | 2010世界盃 | 2011 · 0 | 2012歐洲盃 | 2014世界盃 | 2016歐洲盃 |

|  | 2018世界盃 | 2022世界盃 |

客場
| 1906 | 1908 | 1978 | 1984 | 1996 | 1998 | 2000 | 2002 |

| 2006 | 2007-2009 | 2010 | 2011 | 2012 | 2013 | 2014 | 2015 · 0 |

| 2016 · 0 | 2016 | 2018 | 2022 |

## 外部連結
- 官方网站（页面存档备份，存于） （法文）
- 法國國家足球隊的Instagram帳戶

| 前任： 1994年 巴西   | 世界盃足球賽冠軍 1998年（第一次奪冠）                    | 繼任： 2002年 巴西   |
| 前任： 2014年 德國   | 世界盃足球賽冠軍 2018年（第二次奪冠）                    | 繼任： 2022年 阿根廷 |
| 前任： 1999年 墨西哥 | 洲際國家盃冠軍 2001年（第一次奪冠） 2003年（第二次奪冠） | 繼任： 2005年 巴西   |
| 前任： 1980年 西德   | 歐洲國家盃冠軍 1984年（第一次奪冠）                      | 繼任： 1988年 荷蘭   |
| 前任： 1996年 德國   | 歐洲國家盃冠軍 2000年（第二次奪冠）                      | 繼任： 2004年 希臘   |